# Bruno Odar
Bruno Fernando Odar Galindo (Lima, 1 de noviembre de 1965) es un actor y director de teatro peruano. Dentro de los muchos roles que ha desempeñado, es más conocido por su rol de Lucho Gonzales en la serie televisiva Al fondo hay sitio.

## Carrera
Odar estudio en la Escuela de teatro de la Pontificia Universidad Católica del Perú. Aunque había participado en algunas obras teatrales a la par que realizaba sus estudios en el TUC, su primer trabajo como profesional –en el que recibió su primer sueldo– fue Cándida Eréndira (1984), cuando tenía 19 años. Odar tomó clases de danza en la Escuela de danza de Lima, y también clases de canto con Josefina Brivio y Fernando de Lucchi. A los 23 años, gracias a una beca de la embajada de Francia, viajó a dicho país, donde estudió en el Conservatorio de arte dramático de Rennes y el Theatre du Mouvement, ambas en Francia. En su estadía en ese país, asistió a talleres de mimo y formó parte del elenco de la compañía La Comédie de l'Ouest. Por esta compañía obtuvo papeles menores en tres obras de París.
De regreso a Lima, participó en El hombre elefante, La conquista del polo sur, Bodas de sangre, Fantásticos y otras obras de teatro. Aunque ya había tenido roles menores en telenovelas como Malahierba y Bajo tu piel, así como participaciones en miniseries, su primer rol protagónico llegó con Los de arriba y los de abajo, cuando tenía 29 años.
Odar, a los 32 años, empezó a dirigir sus obras. Según propias declaraciones, siempre le había atraído ser director de teatro, como una manera de transmitir sus conocimientos en el campo de la actuación. En 1999 abre, junto a su esposa, el taller Asociación Cultural Diez Talentos.
En 1996 formó parte de telenovelas como Los unos y los otros, Nino y Pobre diabla. Después, continuó su carrera en el teatro y el cine.
En 2005 protagonizó el musical La corporación, producido por "Preludio Asociación Cultural" de Denisse Dibós.
En octubre de 2009 dirigió el musical A pie, descalzos, ¡vamos!, que contó con las actuaciones de Jesús Neyra, Rossana Fernández-Maldonado, Gianfranco Brero y Haydeé Cáceres.
Odar fue docente en la Escuela de teatro de la Pontificia Universidad Católica del Perú.
Odar protagonizó Octubre como Clemente, un solitario prestamista que hereda una niña recién nacida y que se enfrenta a la idea de formar una familia luego de intimar con su religiosa vecina Sofía; dirigido por los hermanos Daniel y Diego Vega. Este filme obtuvo el premio del jurado en la sección "Una cierta mirada" en el Festival de Cannes en mayo de 2010.
A fines de 2010, después de una década alejado de la televisión, apareció en el último episodio de la segunda temporada de Al fondo hay sitio, como Lucho Gonzales. El año siguiente continúa en la teleserie como parte del elenco principal, y protagonizó la obra de teatro La señorita Julia.
Odar apareció en los primeros episodios de la telenovela La Perricholi, como Joseph Villegas, padre del personaje Micaela Villegas (Melania Urbina).
Odar actuó en el filme Mono con gallinas, junto a Pietro Sibille y Melania Urbina. Esta producción ecuatoriana, trata sobre el conflicto entre Perú y Ecuador.
Su siguiente trabajo para el cine fue Magallanes, dirigida por Salvador del Solar, estrenada en 2015.

## Filmografía

### Cine
| Año  | Nombre                    | Rol                                  | Notas                                |
| ---- | ------------------------- | ------------------------------------ | ------------------------------------ |
| 1986 | El ají                    |                                      |                                      |
| 1987 | El llanto de la luna      |                                      |                                      |
| 1988 | Exceso de precacución     |                                      | Cortometraje                         |
| 1993 | Reportaje a la muerte     | como un Guardia Republicano del Perú | Danny Gavidia                        |
| 1995 | Anda, corre, vuela        | como Chito                           | Augusto Tamayo San Román             |
| 1997 | Coraje de mujer           |                                      | Cortometraje                         |
| 1998 | Triunfador                |                                      | Cortometraje, Dir. Daniel Ramírez    |
| 1998 | Coraje                    | Guillermo                            | Alberto Durant                       |
| 2003 | Jamás en línea recta      | Papá                                 | Cortometraje, Jorge Carmona          |
| 2003 | Un marciano llamado deseo | Querubín                             |                                      |
| 2007 | Muero por Muriel          |                                      | Augusto Cabada                       |
| 2007 | Taxista                   | Alberto                              | Cortometraje, Dir. Enrica Pérez      |
| 2010 | Octubre                   | como Clemente                        | Diego Vega Vidal y Daniel Vega Vidal |
| 2012 | Mono con gallinas         | como Teniente Ponce                  |                                      |
| 2015 | Magallanes                | como Milton                          | Salvador del Solar, Rol antagónico   |
| 2016 | Rosa Náutica              |                                      | Cortometraje, Dir. María José Moreno |
| 2018 | La Sacamos del Estadio    |                                      |                                      |
| 2018 | Rosa Mística              | como Padre Luis de Bilboa            | Augusto Tamayo San Román             |
| 2019 | Intercambiadas            | como Ricardo Valladares              | Daniel Vega Vidal                    |
| 2026 | Petroaudios               | como Rómulo León Alegría             | Eduardo Guillot Meave                |

### Televisión
| Año           | Nombre                       | Rol                                                             | Notas                              |
| ------------- | ---------------------------- | --------------------------------------------------------------- | ---------------------------------- |
| 1986          | Mala hierba                  |                                                                 |                                    |
| 1987          | Bajo tu piel                 |                                                                 |                                    |
| 1990          | Velo negro, velo blanco      |                                                                 |                                    |
| 1992          | La Perricholi                |                                                                 |                                    |
| 1992          | Las mujeres de mi vida       |                                                                 |                                    |
| 1993          | Bolero                       |                                                                 |                                    |
| 1993          | Tatán                        |                                                                 |                                    |
| 1994          | El negociador                |                                                                 |                                    |
| 1994–95       | Los de arriba y los de abajo | Tomás Campos                                                    | Rol protagónico                    |
| 1995          | Los unos y los otros         | Nando                                                           | Rol protagónico                    |
| 1996          | La captura del siglo         |                                                                 |                                    |
| 1996          | Nino                         |                                                                 |                                    |
| 1997          | Polvo para tiburones         |                                                                 | Rol protagónico                    |
| 1998          | Cosas del amor               | Detective Espada                                                |                                    |
| 2000          | Pobre diabla                 | Mario Paredes                                                   |                                    |
| 2003          | Un marciano llamado deseo    | Querubín                                                        | Película para TV                   |
| 2003          | El faro                      | Padre José Ramírez                                              | Miniserie del canal religioso EWTN |
| 2009          | Clave uno: médicos en alerta | Dr. Thompson                                                    | Participación especial             |
| 2011–2016     | Al fondo hay sitio           | Luis González Camacho / «Lucho» / «Avestruz» / «Chacho Dammert» | Rol protagónico                    |
| 2011          | La Perricholi                | Joseph Villegas y Arancibia                                     | Participación especial             |
| 2017-18       | Colorina                     | Rogelio Villamore                                               | Rol estelar                        |
| 2018          | Mi esperanza                 | César Amador Supe                                               | Rol antagónico principal           |
| 2019          | En la piel de Alicia         | Jaime Bueno                                                     | Rol principal                      |
| 2021          | Los otros libertadores       | José Bernardo de Tagle                                          |                                    |
| 2022          | Maricucha                    | Dr. Diógenes Azabache                                           | Rol antagónico secundario          |
| 2023-2024     | Papá en apuros               | Ramón Olaya                                                     | Rol principal                      |
| 2024-presente | #PobreNovio                  | César García                                                    | Rol principal                      |

## Teatro

### Lista de créditos como actor
| - Cándida Eréndira (1984, Dir. Manuel Arenas) - El pintor (1985, Dir. Luis Penaherrera - José Enrique Mávila) - Tabla de multiplicar (1985, Luis Peirano) - Fénix (1986, Dir. Luis Felipe Ormeño) - La tempestad (1987, Dir. José Enrique Mávila) - Letea o el olvido (1987, Dir. José Tejada) - Esperando la ocasión (1987, Dir. Alfonso Santisteban) - Pequeños héroes (1988, Dir. Alfonso Santisteban) - Fantásticos (1988, Dir. Eddie Blume) - Theatre Du Mouvement (Francia, 1988, Dir. Yves Marc - Claire Heggen) - Hamlet (Francia, 1989, Dir. Pierre Debauche) - L'Illusion Comique (Francia, 1989, Dir. Pierre Debauche) - El matrimonio de Bette y Boo (1990, Dir. Alberto Ísola) - Sexus (1990, Dir. José Enrique Mávila) - Quíntuples (1991, Dir. José Enrique Mávila) - Charles de Gaulle (1990) - La conquista del polo sur (1991, Dir. Alberto Ísola) - Rumores y visiones (1991, Dir. Jean Deniis Roussell) - El hombre elefante (1992, Dir. Adda Bullon) - Sofocos, belenes y trajines (1992, Dir. Alberto Ísola) - El viaje de un barquito de papel (1992, Dir. Alberto Ísola) - Contra vent et marees (1992, Dir. Bernand Laveque) - Bodas de sangre (1993, Dir. Edgar Saba) - Dreyfuss (1994, Dir. Alberto Ísola) - Playland (1996, Dir. Jonathan Martin) - Roberto Zucco (1996, Dir. Marco Meléndez) Como Roberto Zucco. - Historia de un caballo (1997, Dir. Jorge Chiarella) | - El regalo más grande (1998, Dir. Simon Hood) - Como te dé la gana (1998, Dir. Alberto Ísola) - Carmina Burana (1998, Orquesta filarmónica de Lima) - Concierto de clave de fe (1999, Dir. Jorge Chiarella) - Zapatos de calle (1999, Dir. Jorge Chiarella) - La confesión (1999, Dir. Michel Didym) - El rey Lear (1999, Dir. Edgar Saba) - Godspell (1999) - La fiera domada (2000, Dir. Donald Van Der Matten) - El otro lugar (2001, Dir. Edgar Saba) - Hamlet (2001, Dir. Alberto Ísola) - Venecia (2002, Dir. Osvaldo Cattone) - Pinocho (2002, Dir. Alberto Ísola) - Otelo (2002, Di.: Edgar Saba) - La Corporación (2005, Dir. David Carrillo) Como Alonso. - Enrique V (2005, Dir. Jorge Chiarella) Como Rey Enrique V, Duque de Bedford. - Tartufo (2006, Dir. Jorge Guerra) Como Tartufo. - Ña Catita (2009, Dir. Alberto Ísola) Como Don Alejo. - Il Duce (2009, Dir. Mateo Chiarella Viale) Como Adolf Hitler. - Esperando la carroza (2009, Dir. Alberto Isola) - Brel (2009, Dir: Alberto Ísola) Como Jacques Brel. - A pie, descalzos, ¡Vamos! (2009) - Las tremendas aventuras de la capitana Gazpacho (2010) - Madre Coraje y sus hijos (2010, Dir. Alberto Ísola) - La señorita Julia (2011, Dir. Mariam Gubbins) Como Juan. - La vida es sueño (2013, reemplazo) - La materia de los sueños (2016-2017) - Tito Andrónico (2024, dir. Mikhail Page) Como Tito Andrónico |

### Lista de créditos como director
- Godspell (1999) Gran Parque de Lima.
- Charles de Gaulle (1999) Teatro Alianza Francesa-Lima, Teatro Danza.
- Directo al corazón (2001) Coliseo San Francisco de Borja.
- Godspell (2002) Gran Parque de Lima, Jornada mundial de la juventud.
- Jugo de Lima (2007)[11]
- La abogada de los necios (2008)
- A pie, descalzos, ¡Vamos! (2009) Atrio de la Iglesia San Francisco/Teatro Municipal del Callao.
- Sobre la mesa y la cama (2011) Centro Cultural Ricardo Palma.
- Romeo y Julieta (2013) Convento San Francisco.
- Frankenstein (2014) Teatro La Plaza.
- 10,000 horas (2015) Centro Cultural Ricardo Palma.
- La materia de los sueños (2016) Biblioteca Nacional del Perú

## Radio
- Mi novela favorita (2007)[12]

## Premios y nominaciones
| Año  | Premio                                                                              | Categoría                                                                           | Trabajo           | Resultado | Ref.   |
| ---- | ----------------------------------------------------------------------------------- | ----------------------------------------------------------------------------------- | ----------------- | --------- | ------ |
| 2008 | Premios Luces de El Comercio                                                        | Mejor actor de teatro                                                               | Amadeus           | Nominado  |        |
| 2011 | Premios Luces de El Comercio                                                        | Mejor actor de teatro                                                               | La señorita Julia | Ganador   |        |
| 2012 | Reconocimiento a su trayectoria artística por la municipalidad de Magdalena del Mar | Reconocimiento a su trayectoria artística por la municipalidad de Magdalena del Mar | Él mismo          | Premiado  |        |
| 2015 | Premios Luces del El Comercio                                                       | Mejor actor de teatro                                                               |                   | Nominado  |        |
| 2018 | Premios de en boca de todos                                                         | El Malvado de 2018                                                                  | Mi Esperanza      | Ganador   |        |
| 2024 | Premios Luces de El Comercio                                                        | Mejor actor de TV                                                                   | Papá en apuros    | Nominado  | [ 14 ] |